# Pyrgophorus spinosus
Pyrgophorus spinosus är en snäckart som först beskrevs av Call och Henry Augustus Pilsbry 1886.  Pyrgophorus spinosus ingår i släktet Pyrgophorus och familjen tusensnäckor. Inga underarter finns listade i Catalogue of Life.